# Орасіо Елісондо
Орасіо Марсело Елісондо (ісп. Horacio Marcelo Elizondo; 4 листопада 1963, Кільмес) — аргентинський футбольний суддя. Найкращий арбітр світу 2006 року.
Відомий своїм жорстким рішенням по відношенню до Зінедіна Зідана, якого арбітр вилучив у фіналі чемпіонату світу з футболу 2006 року після сутички з Марко Матерацці. Хоча згодом Елісондо підтвердив під час презентації своєї автобіографії, що він особисто не бачив момент і отримав пропозицію про вилучення від четвертого арбітра іспанця Луїса Медіни Канталехо.

## Біографія
За своєю основною професією Орасіо Елісондо — викладач фізкультури. З 1992 року почав судити матчі чемпіонату Аргентини. З 1996 року — арбітр ФІФА. Першим міжнародним матчем, який обслуговував Орасіо, стала гра між збірними Еквадору і Колумбії 6 жовтня 1996 року в рамках відбору на чемпіонат світу 1998 року.

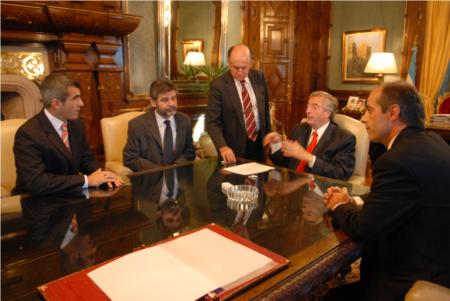
Елісондо (крайній ліворуч) з президентом Аргентини Нестором Кіршнером. 2007 рік.

Був включений у список арбітрів на чемпіонат світу 2006 року у Німеччині. Там аргентинець відсудив три матчі групового етапу (Німеччина — Коста-Рика, Чехія — Гана, і Швейцарія — Південна Корея), перший з яких був матчем-відкриття турніру, матч чвертьфіналу Англія — Португалія, а також фінальний матч чемпіонату світу 2006 року між Італією та Францією, ставши першим аргентинцем, який відсудив фінальний матч Кубка світу. В ньому Елісондо показав легендарну пряму червону картку Зінедіну Зідану. При цьому для аргентинського арбітра це вже була третя пряма червона картка на турнірі, до цього він її демонстрував чеху Томашу Уйфалуші за фол останньої надії та англійцю Вейну Руні за грубу гру проти Рікарду Карвалью. Загалом же у п'яти матчах турніру він показав три червоних і 26 жовтих карток, а також призначив два пенальті (один з них — у фіналі) і за підсумками року був визнаний найкращим арбітром світу за версією IFFHS. Крім того Елісондо став першим арбітром в історії чемпіонатів світу, що відсудив як матч-відкриття, так і фінальну гру (англійський арбітр Джордж Рідер також провів перший і останній матч на чемпіонаті світу 1950 року, але останній, відомий також як Мараканасо, не був фіналом, а лише останніми матчем групового етапу). Згодом досягнення Орасіо повторив інший аргентинський арбітр Нестор Пітана на чемпіонаті світу 2018 року.
Загалом протягом усієї кар'єри Елісондо відзначався жорстким суддівством і великою кількістю карток, зокрема на клубному чемпіонат світу 2000 року він вилучив Девіда Бекхема в матчі «Манчестер Юнайтед» — «Некакса», а у матчі «Бока Хуніорс»—«Індепендьєнте» показав 12 жовтих карток, встановивши рекорд за цим показником в аргентинській Прімері.
Крім цього, серед головних матчів, які судив Елісондо, виділяються фінали Кубка Лібертадорес 2002, 2005 та 2006 років.
Елісондо завершив кар'єру арбітра, за 3 роки до крайнього терміну для суддів, заявивши що він більше не має жодних стимулів у суддівстві після фіналу чемпіонату світу. Останнім матчем, який він судив, став поєдинок між «Бокою Хуніорс» і «Ланусом» 10 грудня 2006 року.

## Найважливіші матчі, на яких працював Елісондо
Турніри
- Чемпіонат світу серед юнаків не старше 17 років 1997 і 2005 років
- Чемпіонат світу серед молодіжних команд 2003 і 2005 років
- Олімпійський футбольний турнір 2004 року
- Клубний чемпіонат світу з футболу 2000 року[12]
- Кубок Америки 1997 та 1999 років
- Чемпіонат світу 2006 (5 матчів)

Ігри
- Фінал Кубка Лібертадорес 2002 ( «Олімпія» —  «Сан-Каетано»)
- Фінал Кубка Лібертадорес 2005 ( «Сан-Паулу» —  «Атлетіко Паранаенсе»)
- Фінал чемпіонату світу 2006 ( Італія  —  Франція)
- Фінал Кубка Лібертадорес 2006 ( «Інтернасьйонал» —  «Сан-Паулу»)

## Досягнення
- Арбітр матчу-відкриття чемпіонату світу 2006
- Арбітр фіналу чемпіонату світу 2006
- Найкращий арбітр світу за версією журналу World Soccer: 2006
- Найкращий арбітр світу за версією IFFHS: 2006